# Cyclocosmia loricata
Cyclocosmia loricata är en spindelart som först beskrevs av Carl Ludwig Koch 1842.  Cyclocosmia loricata ingår i släktet Cyclocosmia och familjen Ctenizidae. Inga underarter finns listade i Catalogue of Life.